# 泰勒呂菲河
46°59′52″N 9°32′13″E / 46.99778°N 9.53694°E

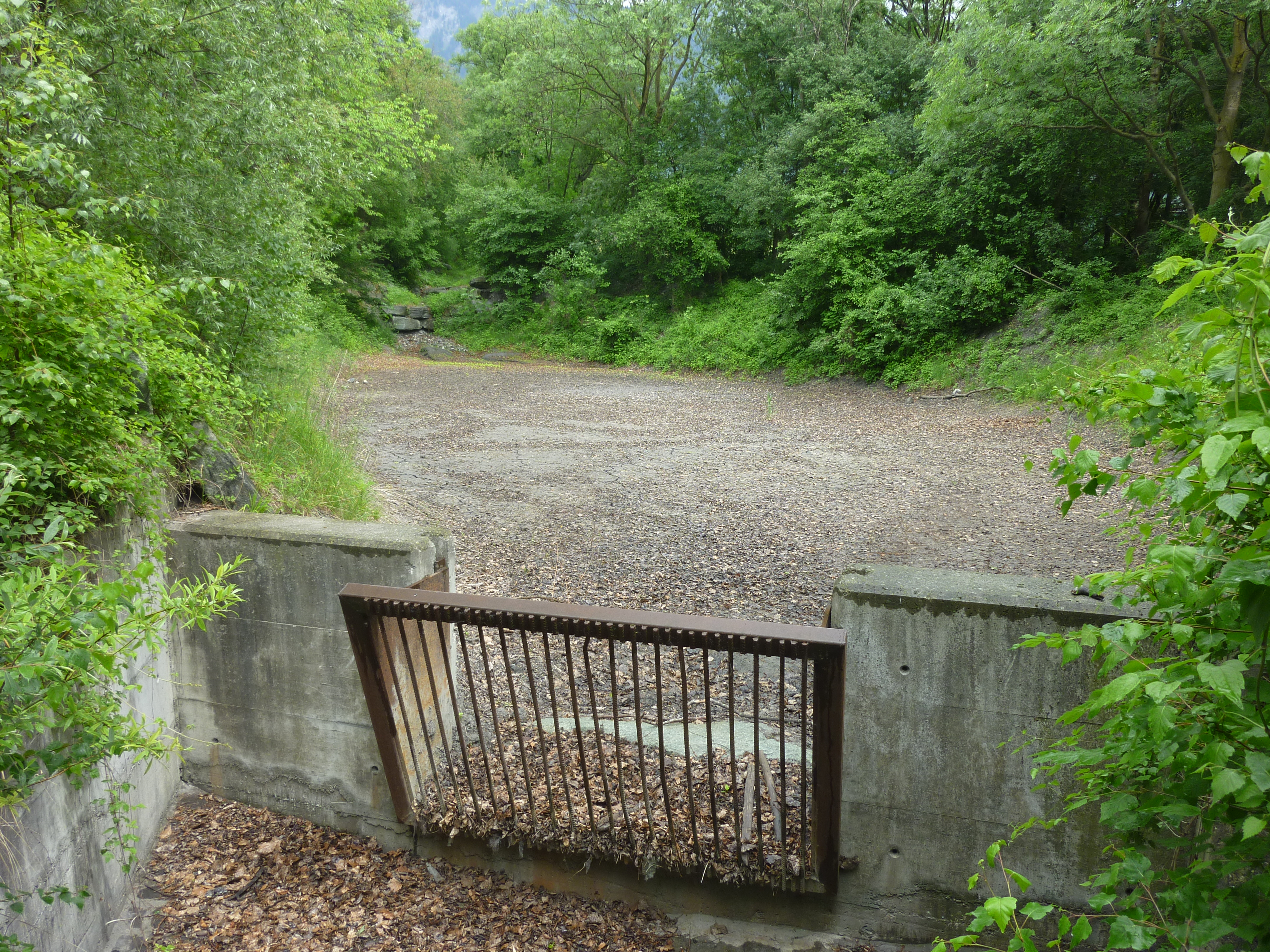

泰勒呂菲河是瑞士的河流，位於該國東南部，流經格勞賓登州，屬於萊茵河的支流，河道全長4.5公里，流域面積2.7平方公里，河口處在邁恩費爾德附近。